# António Pires de Lima (jurista)
António Pais Pires de Lima (Barcelos, 30 de outubro de 1936 – Lisboa, 6 de maio de 2017) foi um advogado e jurista português.

## Biografia
Filho de António Pedrosa Pires de Lima (15 de Junho de 1910 - 28 de Maio de 1996), director-geral da Administração Política e Civil no Estado Novo, e de sua mulher Elisa Sellés Pais de Vilas-Boas (2 de Novembro de 1910 - 14 de Setembro de 2001), filha de mãe Espanhola filha do Ilustríssimo Senhor 3.º Marquês de Gerona, e neto paterno de Augusto César Pires de Lima e de sua mulher Rita de Almeida Pedrosa. Os de Lima são descendentes por linha feminina de D. Leonel de Lima, 1.° Visconde de Vila Nova de Cerveira, e de sua mulher D. Filipa da Cunha.
Licenciado em Direito em 1958 pela Faculdade de Direito da Universidade de Lisboa, foi o 21.º Bastonário da Ordem dos Advogados Portugueses de 1999 a 2001. Exerceu funções como membro do Conselho Distrital e como Vice-Presidente do Conselho Geral da Ordem dos Advogados e do Conselho Nacional de Profissões Liberais.
Foi feito Senhor Comendador da Ordem do Mérito Civil de Espanha a 12 de Junho de 1985, Senhor Comendador da Ordem de Isabel a Católica de Espanha a 5 de Março de 1992 e Ilustríssimo Senhor Cruz de Honra da Ordem da Cruz de São Raimundo de Penaforte de Espanha a 3 de Fevereiro de 1999.
Casou com Maria José Temudo Barata Pereira Dias de Magalhães (Porto, Paranhos, 9 de Dezembro de 1935), sobrinha-bisneta do 1.º Visconde de Rendufe, e pai de António de Magalhães Pires de Lima, Ministro da Economia do XIX Governo Constitucional de Portugal
Morreu a 6 de maio de 2017, aos 80 anos de idade, no Hospital da Luz, em Lisboa, onde se encontrava internado desde o início da semana.